# Dana Murray
Dana Leigh Murray es una animadora y productora estadounidense, conocida por ser la productora de la película de Pixar Soul en 2020, por la que ganó un Premio de la Academia a la Mejor Película de Animación, junto con su director y conductor, Pete Docter.

## Filmografía
- 2020: Soul (productor)[1]
- 2019: Smash and Grab (Corto) (productor ejecutivo)
- 2017: Lou (Corto) (productor)
- 2015: Al revés (director de producción)
- 2012: Valiente (director de arte)
- 2010: Kilo (Corto) (director de producción)
- 2009: Arriba (director de diseño)
- 2007: Ratatouille (director de iluminación)
- 2006: Lifted (Corto) (coordinador de producción)
- 2005: Una Banda de Hombre (Corto) (coordinador de producción)
- 2005: Jack-Jack Ataque (el vídeo corto) (coordinador de producción)
- 2003: Haciendo Nemo (Vídeo documental corto) (muy especial gracias)
- 2003: Buscando a Nemo  (coordinador de unidad: digital final - cuando Dana Leigh Murray)

## Premios y distinciones
Óscar
| Año  | Categoría                  | Película | Resultado |
| ---- | -------------------------- | -------- | --------- |
| 2018 | Mejor cortometraje animado | Lou      | Nominada  |

- Nominado: San Francisco Festival de cine Internacional — Premio de Puerta Dorada para Película Familiar Mejor (Lou)
- Nominado: Del sur por Al suroeste — SXSW Premio de Jurado Magnífico para Animado Corto (Lou)
- Ganado: Premio de Globo Dorado para Largometraje Animado Mejor (Alma)
- Ganado: Premio de Productores de Premio de América para Cuadro de Movimiento Animado Mejor (Alma)
- Ganado: Annie Premio para Característica Animada Mejor (Alma)
- Ganado: Premio de Academia para Característica Animada Mejor (Alma)